# Кукрыёган
Кукрыёган (устар. Кукры-Ёган) — река в России, протекает по территории Красноселькупского района Ямало-Ненецкого автономного округа. Начинается в безымянном болоте на границе Ямало-Ненецкого и Ханты-Мансийского автономных округов на высоте 160 метров над уровнем моря, затем течёт среди сосновой тайги с ягелем в северном направлении. В среднем течении к сосне прибавляются ель и пихта, там же Кукрыёган принимает три безымянных притока справа. В низовьях ширина реки достигает 6 метров. Устье находится в 236 км по правому берегу реки Поколька на высоте 119,1 метра над уровнем моря. Длина реки составляет 27 км.

## Данные водного реестра
По данным государственного водного реестра России относится к Нижнеобскому бассейновому округу, водохозяйственный участок реки — Таз, речной подбассейн реки — Подбассейн отсутствует. Речной бассейн реки — Таз.
По данным геоинформационной системы водохозяйственного районирования территории РФ, подготовленной Федеральным агентством водных ресурсов:
- Код водного объекта в государственном водном реестре — 15050000112115300064249
- Код по гидрологической изученности (ГИ) — 115306424
- Код бассейна — 15.05.00.001
- Номер тома по ГИ — 15
- Выпуск по ГИ — 3